# Grand Haven
Grand Haven est une ville américaine située à l'ouest de la péninsule inférieure de l'État du Michigan, sur la rive du lac Michigan. La ville est le siège du comté de Ottawa.
Au recensement de 2000, la ville comptait 11 168 habitants.